# Fulvio Astalli
Fulvio Astalli (Sambuci, 29 luglio 1655 – Roma, 14 gennaio 1721) è stato un cardinale e vescovo cattolico italiano.
Proveniente da una nobile famiglia laziale, era nipote dei cardinali Francesco Maidalchini e Camillo Astalli-Pamphili.

## Biografia
Fu chierico della Camera Apostolica sotto papa Clemente X e Presidente delle Armi sotto papa Innocenzo XI.
Venne nominato cardinale da papa Innocenzo XI nel concistoro del 2 settembre 1686 con speciale dispensa per non aver ancora ottenuto gli ordini minori al momento della nomina e per avere un parente nel Collegio dei cardinali e gli venne assegnato il titolo di cardinale diacono di San Giorgio in Velabro. Nel maggio del 1688 optò per la diaconia di Santa Maria in Cosmedin e poco più di un anno dopo per quella dei Santi Cosma e Damiano. Nel 1693 divenne prefetto del Supremo Tribunale della Segnatura Apostolica e nello stesso anno divenne legato pontificio ad Urbino, carica che tenne fino al 1696. Dal 1698 al 1701 fu legato pontificio a Ferrara. Nel 1710 optò per il titolo di cardinale presbitero dei Santi Quirico e Giulitta, titolo che lasciò pochi mesi dopo per quello di San Pietro in Vincoli. Il 13 maggio 1714 fu consacrato vescovo direttamente da papa Clemente XI, dopo che era stato nominato cardinale vescovo di Sabina. Il 26 aprile 1719 divenne decano del Sacro Collegio e optò per le sedi di Ostia e di Velletri. Venne quindi anche nominato governatore di Velletri.
Alla sua morte venne sepolto nella basilica di Santa Maria in Ara Coeli in Roma.

## Conclavi
Durante il suo cardinalato Fulvio Astalli partecipò ai conclavi:
- conclave del 1689, che elesse papa Alessandro VIII
- conclave del 1691, che elesse papa Innocenzo XII
- conclave del 1700, che elesse papa Clemente XI

## Genealogia episcopale e successione apostolica
La genealogia episcopale è:
- Cardinale Scipione Rebiba
- Cardinale Giulio Antonio Santori
- Cardinale Girolamo Bernerio, O.P.
- Arcivescovo Galeazzo Sanvitale
- Cardinale Ludovico Ludovisi
- Cardinale Luigi Caetani
- Cardinale Ulderico Carpegna
- Cardinale Paluzzo Paluzzi Altieri degli Albertoni
- Cardinale Flavio Chigi
- Cardinale Emmanuel Théodose de La Tour d'Auvergne
- Papa Clemente XI
- Cardinale Fulvio Astalli

La successione apostolica è:
- Arcivescovo Alessandro Zondadari (1715)
- Vescovo Flaminio Dondi, O.F.M.Obs. (1717)
- Vescovo Bartolomeo Porzio (1718)
- Vescovo Nicola Guerriero (1718)
- Vescovo Angelo Acerno (1718)

## Ascendenza
|                                           |                    |                           | Genitori                      |  |  | Nonni |  |  | Bisnonni        |  |  | Trisnonni |  |
|                                           |                    |                           |                               |  |  |       |  |  | Tiberio Astalli |  |  | …         |  |
|                                           |                    |                           |                               |  |  |       |  |  | Tiberio Astalli |  |  | …         |  |
|                                           |                    | …                         |                               |  |  |       |  |  | Tiberio Astalli |  |  |           |  |
| Fulvio Astalli                            |                    |                           |                               |  |  |       |  |  | Tiberio Astalli |  |  |           |  |
|                                           |                    | Prudenzia Crescenzi       | Ottavio Crescenzi             |  |  |       |  |  |                 |  |  |           |  |
|                                           |                    | Prudenzia Crescenzi       | Ottavio Crescenzi             |  |  |       |  |  |                 |  |  |           |  |
|                                           |                    | Prudenzia Crescenzi       | …                             |  |  |       |  |  |                 |  |  |           |  |
| Tiberio Astalli, marchese di Sambuci      |                    | Prudenzia Crescenzi       |                               |  |  |       |  |  |                 |  |  |           |  |
|                                           |                    | Giovanni Agostino Pinelli | Paride Pinelli                |  |  |       |  |  |                 |  |  |           |  |
|                                           |                    | Giovanni Agostino Pinelli | Paride Pinelli                |  |  |       |  |  |                 |  |  |           |  |
|                                           |                    | Giovanni Agostino Pinelli | Benedetta Spinola             |  |  |       |  |  |                 |  |  |           |  |
| Caterina Pinelli                          |                    | Giovanni Agostino Pinelli |                               |  |  |       |  |  |                 |  |  |           |  |
|                                           |                    | Porzia Mattei             | Muzio Mattei, patrizio romano |  |  |       |  |  |                 |  |  |           |  |
|                                           |                    | Porzia Mattei             | Muzio Mattei, patrizio romano |  |  |       |  |  |                 |  |  |           |  |
|                                           |                    | Porzia Mattei             | Lucrezia Bandini              |  |  |       |  |  |                 |  |  |           |  |
| Fulvio Astalli                            |                    | Porzia Mattei             |                               |  |  |       |  |  |                 |  |  |           |  |
|                                           | Sforza Maidalchini | Andrea Maidalchini        |                               |  |  |       |  |  |                 |  |  |           |  |
|                                           | Sforza Maidalchini | Andrea Maidalchini        |                               |  |  |       |  |  |                 |  |  |           |  |
|                                           | Sforza Maidalchini | …                         |                               |  |  |       |  |  |                 |  |  |           |  |
| Andrea Maidalchini, marchese di Ripa Alta | Sforza Maidalchini |                           |                               |  |  |       |  |  |                 |  |  |           |  |
|                                           |                    | Ortensia Febei            | …                             |  |  |       |  |  |                 |  |  |           |  |
|                                           |                    | Ortensia Febei            | …                             |  |  |       |  |  |                 |  |  |           |  |
|                                           |                    | Ortensia Febei            | …                             |  |  |       |  |  |                 |  |  |           |  |
| Vittoria Maidalchini                      |                    | Ortensia Febei            |                               |  |  |       |  |  |                 |  |  |           |  |
|                                           |                    | …                         | …                             |  |  |       |  |  |                 |  |  |           |  |
|                                           |                    | …                         | …                             |  |  |       |  |  |                 |  |  |           |  |
|                                           |                    | …                         | …                             |  |  |       |  |  |                 |  |  |           |  |
| Pacifica Feliziani                        |                    | …                         |                               |  |  |       |  |  |                 |  |  |           |  |
|                                           |                    | …                         | …                             |  |  |       |  |  |                 |  |  |           |  |
|                                           |                    | …                         | …                             |  |  |       |  |  |                 |  |  |           |  |
|                                           |                    | …                         | …                             |  |  |       |  |  |                 |  |  |           |  |
|                                           |                    | …                         |                               |  |  |       |  |  |                 |  |  |           |  |